# Crash Bandicoot: Fusion och Spyro: Fusion
Crash Bandicoot: Fusion och Spyro: Fusion är två plattformsspel som är utvecklade av Vicarious Visions och utgivna av Vivendi Games för Game Boy Advance.
De släpptes den 25 juni i Europa, den 3 juni i USA (under namnen Crash Bandicoot Purple: Ripto's Rampage och Spyro Orange: The Cortex Conspiracy) samt i Japan den 9 december 2004 (under namnen Crash Bandicoot Advance Wakuwaku Tomodachi Daisakusen! och Spyro Advance Wakuwaku Tomodachi Daisakusen!).